# Eclissi solare del 9 marzo 2035
L'eclissi solare del 9 marzo 2035 è un evento astronomico che avrà luogo il suddetto giorno attorno alle ore 23:05 UTC.